# Четиридесет и втора македонска дивизия на НОВЮ
Четиридесет и втора македонска дивизия на НОВЮ е комунистическа партизанска единица във Вардарска Македония, участвала в така наречената Народоосвободителната войска на Югославия.
Създадена е на 7 септември 1944 година във велешкото село Лисиче. В състава и влизат трета, осма и дванадесета македонска ударни бригади. През втората половина на ноември дивизията наброява 4136 души. Към средата на октомври 1944 дивизията влиза в състава на Шестнадесети корпус на НОВЮ.
Полето на действие на дивизията е в околностите на Скопие, главно в комуникациите с Велес. Действа и по направлението Скопие - Тетово срещу немските сили и тези на Бали Комбетар. На 9 ноември 1944 година силите на дивизията освобождават Велес, а след това на 13 ноември 1944 участват в освобождаването на Скопие. През декември 1944 година дивизията заминава да се бие в Косово. В началото на януари 1945 година в състава и влизат трета и шестнадесета македонска ударни бригади и 7 албанска и 1 артилерийска бригада, а след това цялата дивизия влиза в рамките на Петнадесети корпус на НОВЮ. След това частите и се бият на Сремския фронт и във финалните операции за освобождаването на Югославия.

## Състав
- Коста Яшмаков, командир, по-късно началник-щаб
- Перо Ивановски, командир
- Миливое Грозданич, командир[2]
- Бано Русо, политически комисар[3]
- Жамила Колономос, заместник-политически комисар
- Стерьо Кранго
- Атанас Забазновски, секретар на СКМЮ
- Муртеза Пеза – началник на политическото отделение